# Annona (Texas)
Annona é uma cidade  localizada no estado norte-americano do Texas, no Condado de Red River.

## Demografia
Segundo o censo norte-americano de 2000, a sua população era de 282 habitantes. 
Em 2006, foi estimada uma população de 259, um decréscimo de 23 (-8.2%).

## Geografia
De acordo com o United States Census Bureau tem uma área de 
2,1 km², dos quais 2,1 km² cobertos por terra e 0,0 km² cobertos por água. Annona localiza-se a aproximadamente 118 m acima do nível do mar.

## Localidades na vizinhança
O diagrama seguinte representa as localidades num raio de 32 km ao redor de Annona. 